# Замок Кілбріттайн
Замок Кілбріттайн (англ. Kilbrittain Castle, ірл. Caisleán na Cill Briotáin) — замок Кілл Брьотайн, замок Британської Церкви — один із замків Ірландії, розташований в графстві Корк, біля одноіменного селища Кілбріттайн, у 5 милях на захід від Бандона, біля селищ Клонакілті та Кінчейл. Замок стоїть на відстані 1 милі від берега океану. Географічні координати замку: 51°40′24″N 8°41′17″W. У замку збереглися багато архітектурних елементів різних епох — замок є цікавою пам'яткою історії та архітектури Ірландії. Замок відкритий для туристів та відвідувачів.

## Історія замку Кілбріттайн
Замок Кілбріттайн є одним із найдавніших нині заселених замків Ірландії. Вважається, що він був побудований ще до англо-норманського завоювання Ірландії — в 1035 році. Замок являє собою фортецю, що була побудована ірландським кланом О'Магоні. За іншими даними замок збудував Кіан — онук верховного короля Ірландії Бріана Бору. Після англо-норманського завоювання Ірландії в 1171 році замок потрапив у володіння феодалів Де Курсі. Ці феодали розбудували і розширили замок. У 1295 році ірландський клан Мак Карті Ре розбив загони феодалів де Курсі і захопив замок. Протягом ХІІІ — XVI століття замок був у володіннях ірландського клану Мак Карті Ре — королів Карбері. У XV столітті замок Кілбріттайн став головною резиденцією вождів цього клану. Клан Мак Карті Ре суттєво розширив замок. Верхня частина вежі замку не збереглася, але камінь з цієї вежі нині знаходиться в Аптон-Хаусі, що біля Інішнона. На ньому стоїть дата 1556 рік і зберігся напис латинською мовою про те, що ця вежа побудована Доналом Мак Карті та Маргарет Фіцджеральд. У цей же час була побудована і кругла вежа на південному сході замку. Вважається, що в замку Кілбріттен була написана «Книга Лісмора» у XV столітті на честь шлюбу ірландського вождя Фінгіна Мак Карті Ріабаха з Кайтлін — дочкою VII графа Десмонд. Книга лакож була відома як «Лебар Мак Карті Ріабах». У той час клан Мак Карті був покровителем монастиря Тімолегу. Деякі сторінки цієї книги були скопійовані там в 1629 році книжником Міхеалом О'Клейрі (ірл. — Mícheál Ó Cléirigh). Під час війни в 1642 році ця книга була захоплена лордом Кіналмікі і відвезена в замок Лісмор. Там вона і була знайдена у тайнику під час перебудови замку у 1814 році. «Книга Лісмора» написана давньою ірландською мовою на пергаменті. Книга містить історичні перекази, опис життя святих, легенди феніанського циклу, переклад ірландською мовою записок Марка Поло, а також «Акаллам на Шенорах» (ірл. — Acallam na Senórach) — «Бесіди мудреців». У 1641 році спалахнуло повстання за незалежність Ірландії і замок став ареною боїв. Війська Олівера Кромвеля обстріляли замок з гармат, а потім захопили його у 1642 році. Після цього замок довгий час лежав у руїнах. У XVIII столітті замком володіла аристократична родина Ставелл. Вони суттєво перебудували і розширили замок. Під час війни за незалежність Ірландії 1920—1922 років замок згорів і довгий час лежав в руїнах. У 1969 році замок був відреставрований винахідником Расселом Вінном. Нині замок Кілбріттайн є власністю родини Кагілл-О'Браєн. Нині біля замку проводиться регулярно «Фестиваль Кілбріттайн».

## Відомі люди, що відвідували замок Кілбріттайн
- Донн Бірн — відомий поет.
- Чарлі Херлі — борець за свободу Ірландії.
- Флоренс Мак Карті — відомий ірландський ватажок.
- Таддеус Мак Карті — єпископ Росс, Корка та Клойн.
- Дороті Прайс — лікар, працювала над проблемою подолання дитячих сухот, працювала лікарем під час війни за незалежність Ірландії.
- Патрік Скотт — відомий архітектор, художник.
- Джон П. Уолш — ірландський бізнесмен, депутат парламенті — Палати Громад.